# Rodolfo Amprino
Rodolfo Amprino (Torino, 5 gennaio 1912 – Torino, 21 agosto 2007) è stato un medico italiano, ricercatore nei campi dell'isto-fisiologia, dell'embriologia e dell'anatomia microscopica, noto principalmente per i suoi contributi nello studio sull'accrescimento e sulla senescenza di tessuti e di organi, sul significato funzionale della struttura e del rimodellamento del tessuto osseo, che portarono a importanti scoperte nell'ambito delle malattie metaboliche dell'osso.

## Biografia
Nacque a Torino il 5 gennaio 1912 da Lorenzo Amprino, stimato commerciante di tessuti, e Giovanna Allocco.
Non appena iscritto alla Facoltà di Medicina e Chirurgia dell'Università di Torino, a soli 17 anni, entrò come allievo nell'Istituto di Anatomia Umana diretto dal professore Giuseppe Levi, e frequentato da illustri colleghi come Angelo Bairati, Giovanni Godina e tre futuri Premi Nobel: Salvador Luria, Renato Dulbecco, Rita Levi Montalcini.
Si laureò presso la facoltà di Medicina-Chirurgia dell'Università di Torino nel 1934.
Partecipò attivamente alla Resistenza tanto che venne posta un'ingente taglia sulla sua testa.
Sposò il 12 settembre del 1960 la dottoressa Delfina Bonetti, ricercatrice presso l'Università di Genova.

Morì a Torino il 21 agosto 2007. Rita Levi Montalcini l'ha commemorato in occasione della morte affermando: “Malgrado la giovanissima età Amprino era il prediletto del Maestro e lo fu sino all'ultimo giorno della sua vita. [...] Della sua figura rimane uno straordinario ricordo che lo assurge a simbolo di grande Maestro”.

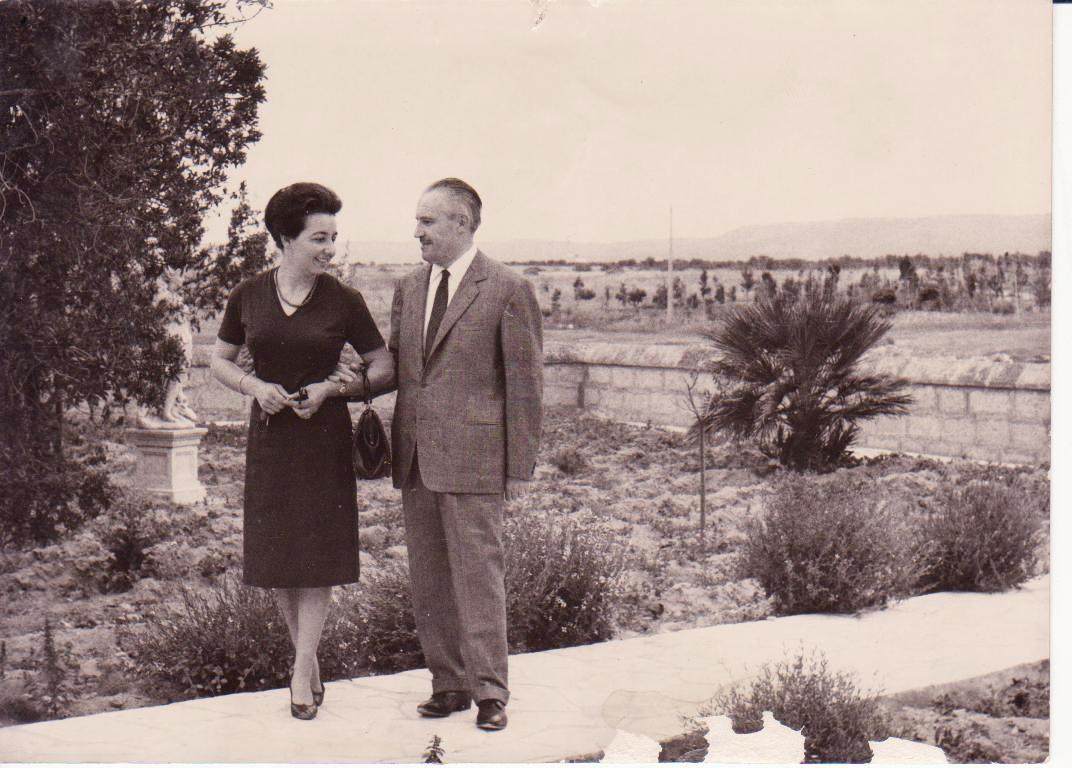
Rodolfo Amprino con la moglie Delfina Bonetti

### Carriera accademica
Nel 1929, appena iscritto alla Facoltà di Medicina e Chirurgia dell'Università di Torino, entrò come allievo nell'Istituto di Anatomia Umana diretto dal Professore Giuseppe Levi, studioso e anatomista italiano di grande rilievo nella prima metà del Novecento, promotore di fondamentali innovazioni nel campo dell'anatomia, come l'introduzione in Italia del metodo della coltivazione cellulare in vitro. Dal Professor Levi, Amprino apprese non solo conoscenze scientifiche, ma soprattutto il rigore nella metodologia della ricerca che contraddistinguerà i suoi studi permettendogli di raggiungere importanti scoperte per il mondo della Medicina.
Appena entrato in Università, cominciò a svolgere ricerche sulla crescita e sulle modificazioni con l'età di tessuti e organi, in particolare del tessuto osseo e cartilagineo che lo affascineranno e saranno oggetto dei suoi studi sino alla fine della carriera professionale. Nel 1934, a soli 22 anni, si laureò in Medicina, ma i suoi studi dovettero essere interrotti nel 1936, allorquando partì per il servizio militare.

Dal 1944 svolse il corso di Istologia ed Embriologia generale presso la Facoltà di Medicina e Chirurgia di Torino, conseguendo la libera docenza in Anatomia Umana nel 1948.
Dal 1948 al 1954 ebbe la Direzione dell'Istituto di Anatomia Umana di Torino e dell'insegnamento di Anatomia presso la Facoltà di Medicina e Chirurgia di Torino. Nel 1954,  posto in congedo su propria richiesta, gli venne affidata la Direzione dell'Istituto di Anatomia Umana dell'Università di Bari e fu incaricato dell'insegnamento di Anatomia Umana e di Istologia ed Embriologia generale presso la Facoltà di Medicina della medesima città, incarico che mantenne sino al pensionamento nel 1982.

### Carriera scientifica internazionale
Rodolfo Amprino svolse importanti ricerche sperimentali presso importanti Istituti di ricerca Nazionali ed Internazionali. Tra i più prestigiosi:
- Department of Zoology della Chicago University sotto la guida del Prof. P. A. Weiss (1938-39);
- Centro di Studi per la Biologia diretto dal Prof. G. Reverberi, presso la Stazione Zoologica di Napoli (1946);
- Laboratoire de Teratologie et d'Embryologie dell'Università di Strasburgo diretto dal Prof. E. Wolff (giugno 1949);
- Cellforsknings Avdelningen del Istituto Karolinska di Stoccolma, diretto dal Prof. T. Caspersson (settembre 1949), dove collaborò con Arne Engström.

Queste attività di ricerca furono supportate da finanziamenti della Rockefeller Foundation, da cui fu insignito della carica di Research Fellow, e del C.N.R. Consiglio Nazionale delle Ricerche.
L'attività scientifica di Rodolfo Amprino comportò anche una intensa partecipazione a Congressi Nazionali e Internazionali. Tra i più rilevanti:
- ”International Symposium on the cellular basis of differentiation”[4] a Stoccolma (1951);
- Accademia Nazionale dei Lincei (1952), della quale successivamente diventerà membro, dove svolse una relazione[5]sull'accrescimento dello scheletro nei Vertebrati;
- “International Symposium on structure and chemistry of bones and teeth” a Meriden[6][7][8], New Hampshire, U.S.A. (1954) con la relazione “The structural remodeling of bone”;
- “CIBA Symposium on the structure and chemistry of bone”[9] a Londra (1955) con una relazione dal titolo “Uptake of 35S in the differentiation and growth of cartilage and bone”.

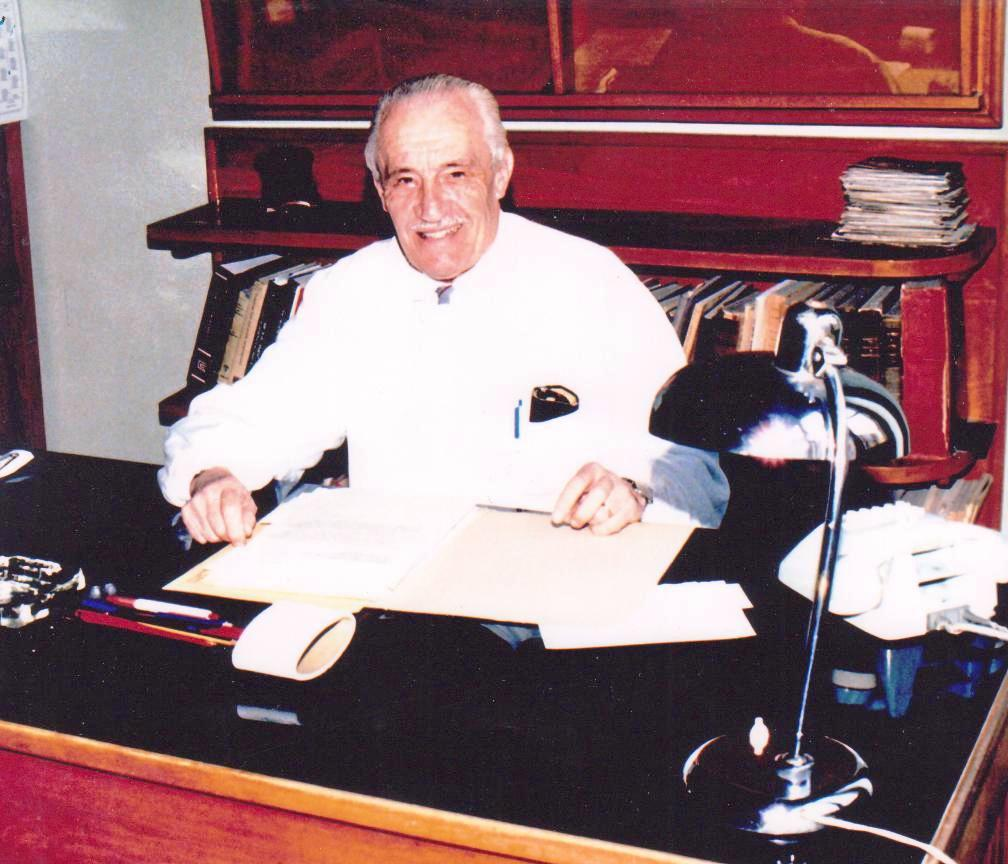
Rodolfo Amprino alla sua scrivania presso l'Istituto di Anatomia di Bari, oggi proprio a lui dedicato. (1989)

## Principali ricerche
Amprino è stato autore di 194 pubblicazioni che riguardano vari campi dell'anatomia microscopica, dell'istologia e dell'embriologia.

### Accrescimento e invecchiamento di tessuti e di organi
Tali studi rappresentarono il punto di partenza di approfondimenti successivi sul ruolo meccanico dell'architettura del collagene e sul processo di differenziazione della cartilagine che gli permisero di raggiungere conoscenze isto-fisiologiche ancora oggi importanti riferimenti per la letteratura scientifica. Egli descrisse in maniera esemplare le modificazioni strutturali che subiscono durante la crescita e l'invecchiamento alcuni organi e tessuti. Esaminò fino a 100 individui di età compresa da poche settimane di vita intrauterina ai 94 anni e arrivò alla scoperta inattesa che il turnover osseo mostra notevoli differenze individuali riguardo al periodo di inizio, evoluzione e intensità.

### Significato funzionale della struttura e del rimodellamento del tessuto scheletrico
Nel corso delle precedenti ricerche sulle modificazioni strutturali del tessuto scheletrico in relazione all'età,  Amprino si interrogò sul significato funzionale del continuo rimodellamento del tessuto osseo. Alcune osservazioni mal si accordavano con l'ipotesi dell'epoca che considerava il rimodellamento osseo come un tentativo di progressivo perfezionamento meccanico (Gebhardt). Per chiarire i suoi dubbi personali su quest'argomento, eseguì una serie di ricerche con lo scopo di analizzare la struttura del sistema scheletrico di Vertebrati di specie diversa e di differente età, caratterizzati da movimenti del corpo e condizioni e di vita molto diversi tra loro. Studiò inoltre il rinnovamento strutturale in ossa che avevano subito in via accidentale mutamenti qualitativi o quantitativi. I risultati di queste ricerche rafforzarono la sua convinzione che il rimodellamento osseo non fosse finalisticamente riconducibile solo a un perfezionamento strutturale di adattamento alle stimolazioni meccaniche esterne, ma che rappresentasse piuttosto la conseguenza della necessità di mettere costantemente a disposizione dell'organismo sostanze fondamentali per le sue esigenze metaboliche, assunte in modo discontinuo con l'alimentazione. Queste sostanze, fissate temporaneamente allo scheletro, sarebbero liberate e poste in circolazione, cioè a disposizione di organi e tessuti per le loro esigenze funzionali, grazie al rimodellamento. Consapevole che gli studi eseguiti sull'aspetto microscopico dell'osso da soli non avrebbero potuto permettergli di verificare la sua ipotesi, in quanto non gli era possibile esaminare la distribuzione dei sali minerali, Amprino ebbe l'intuizione di analizzare sezioni non decalcificate mediante esame radiografico con una tecnica originale che mise a punto con Arne Engström. In questo modo per la prima volta fu possibile studiare contemporaneamente la struttura istologica e la distribuzione dei sali minerali delle strutture ossee esaminate. Tale indagine fu integrata con l'impiego del metodo autografico della fissazione al tessuto osseo di isotopi radioattivi del calcio, del fosforo e dell'uranio. Queste nuove metodiche di studio non solo confermarono, come da lui ipotizzato, che il rimodellamento determina una continua ridistribuzione di minerali, ma gli permisero di fare una scoperta insospettata: si accorse che lo scheletro è in grado di immagazzinare minerali in modo continuo, anche in assenza di processi di rimodellamento osseo. Osservò, infatti, che il grado di mineralizzazione del tessuto osseo recentemente deposto era relativamente basso rispetto a quello del tessuto osseo preesistente e subiva un progressivo incremento, con variazioni legate all'età ed alla specie animale. Queste scoperte permisero di interpretare molti dati della fisiologia e della patologia del tessuto scheletrico.

### Studi di Isto-Fisiologia
Studi eseguiti dal 1954 al 1956 sulla fissazione e sulla distribuzione dello zolfo radioattivo in abbozzi cartilaginei di ossa lunghe gli permisero di arrivare a un'altra importante scoperta su cui si basa l'attuale utilizzo di isotopi radioattivi allo scopo di identificare tessuti in proliferazione. In breve, si era in grado di osservare i tessuti in proliferazione in quanto marcati appunto dallo zolfo radioattivo.  Per primo dimostrò in vivo che lo zolfo radioattivo viene incorporato nelle molecole di mucopolisaccaridi in corso di sintesi, e che questo non viene sostituito allo zolfo già precedentemente legato all'organismo, per cui si è in grado di osservare anche i vari stadi della proliferazione.. Per queste ricerche ebbe l'intuizione di utilizzare embrioni di pollo che, come egli stesso affermava, “offrono l'incontestabile vantaggio che il radioisotopo introdotto nell'uovo passa gradatamente in circolo nell'embrione e non può essere rapidamente eliminato, mentre viene escreto dall'organismo nel corso di poche ore nei feti e adulti di mammiferi".

### Studi di Embriologia sperimentale
Amprino si dedicò allo studio dell'Embriologia, specificatamente ai rapporti di sviluppo tra tessuti ed organi topograficamente e funzionalmente associati. Sulla base di studi sperimentali condotti dal suo gruppo di ricerca (Maria Eugenia Camosso, Delfina Bonetti, Gastone Marotti, Glauco Ambrosi), venne tratta la conclusione che le potenzialità dei fattori della morfogenesi ed organogenesi risiedono nel mesoderma e non nella parte ispessita dell'ectoderma come prima si riteneva.

## Riconoscimenti Accademici
- Research Fellow della Rockfeller Foundation
- Dottore Honoris Causa nell'Università di Montpellier.
- Socio nazionale dei Lincei (membro dal 1966).
- Socio dell'Accademia delle Scienze di Torino (dal 23 marzo 1966)[42]
- Membro dell'Accademia di Medicina di Torino.
- Membro dell'Istituto Internazionale di Embriologia.
- Membro dell'International Dental Research.
- Membro onorario dell'Academie Royale de Medecine de Belgique.
- Membro onorario dell'European Society for Osteoarthrology.
- Membro onorario dell'European Calcified Tissues Society.

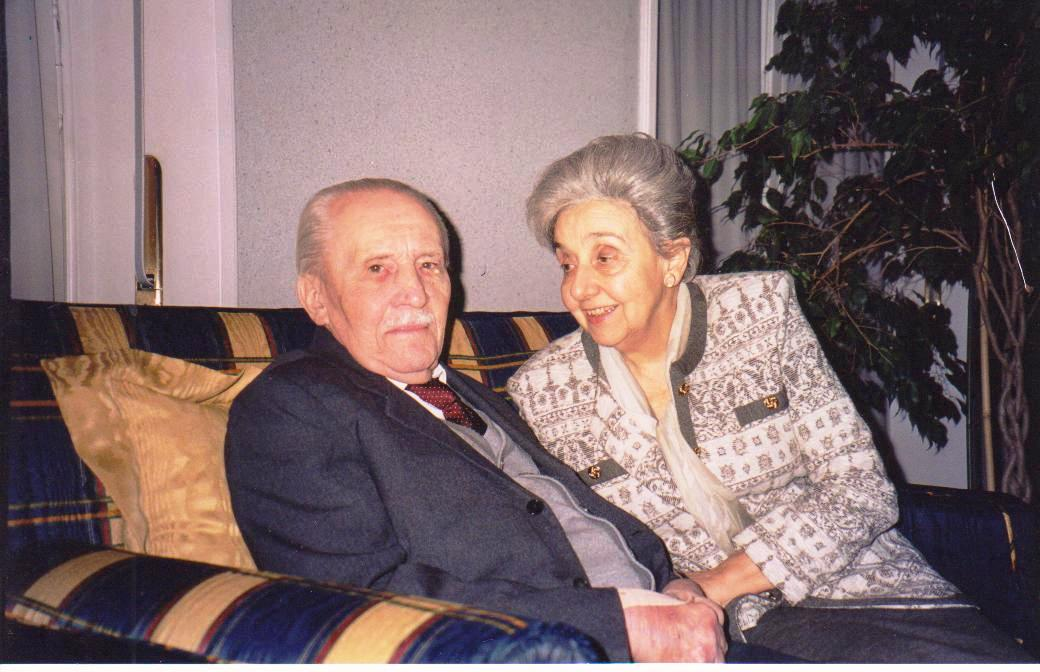
Rodolfo Amprino con la moglie Delfina Elena Bonetti (Natale 2005)

## Onorificenze
- Gli fu attribuito il premio nazionale generale Luigi Einaudi 1954 dell'Accademia nazionale dei Lincei per la Classe di Scienze fisiche, matematiche e naturali.
- Nel novembre del 2005 fu insignito dal Presidente della repubblica Carlo Azeglio Ciampi della massima onorificenza di Cavaliere di Gran Croce della Repubblica Italiana.
- Il 6 maggio del 2007 gli è stato dedicato il dipartimento di Anatomia Umana ed Istologia dell'Università di Bari.